# Russula exalbicans

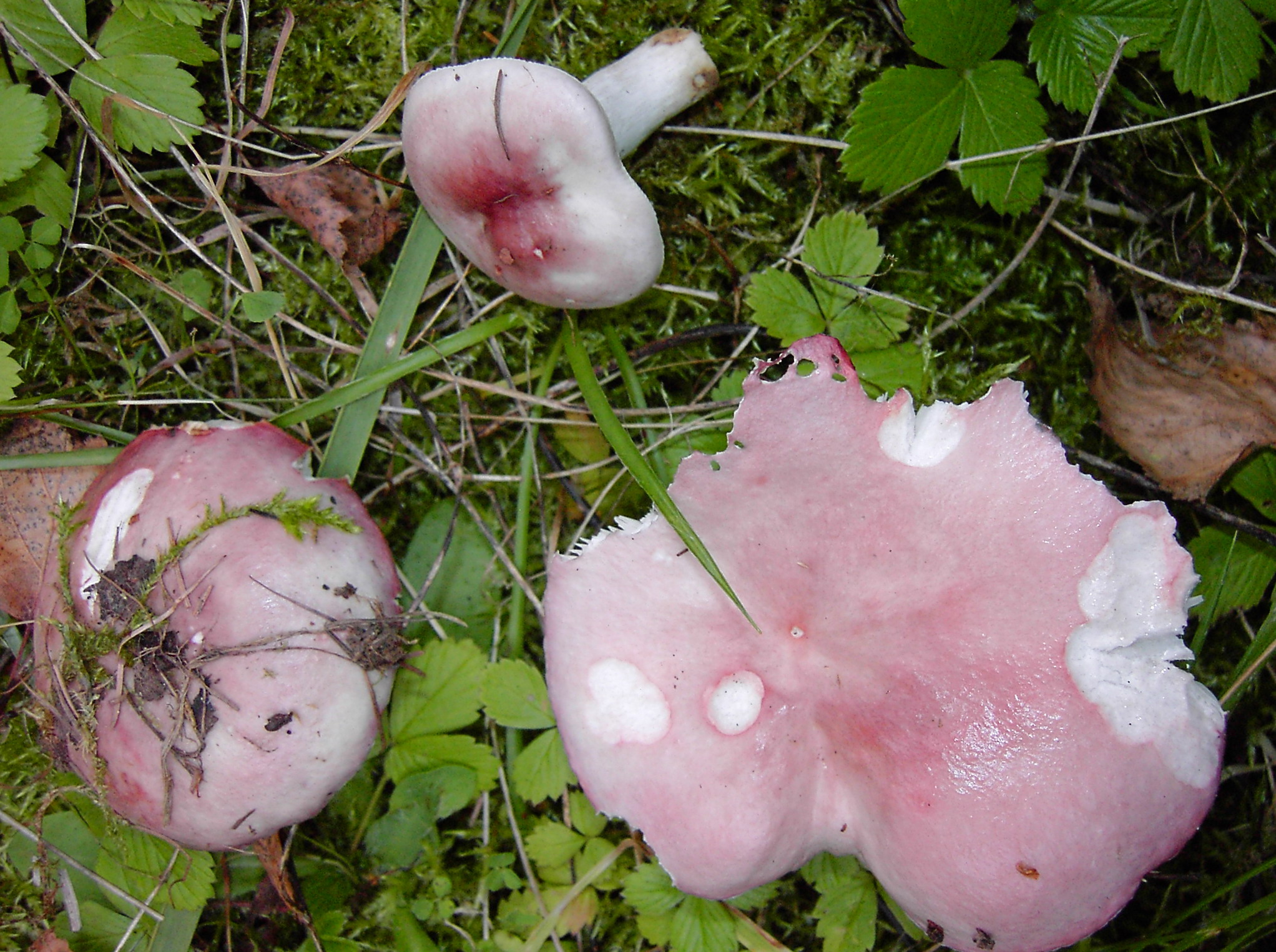

Russula exalbicans (Pers.) Melzer & Zvára – gatunek grzybów należący do rodziny gołąbkowatych (Russulaceae).

## Systematyka i nazewnictwo
Pozycja w klasyfikacji według Index Fungorum: Russula, Russulaceae, Russulales, Incertae sedis, Agaricomycetes, Agaricomycotina, Basidiomycota, Fungi.
Po raz pierwszy opisał go w 1801 r. Christiaan Hendrik Persoon, nadając mu nazwę Agaricus rosaceus ß exalbicans. W 1928 r. czescy mykolodzy Václav Melzer i Jaroslav I. Zvára nadali mu aktualną nazwę. Niektóre inne synonimy:
- Russula exalbicans var. albipes H. Raab & Peringer 1960
- Russula rosacea var. exalbicans (Pers.) Gillet 1876

## Morfologia
Kapelusz
Średnica 4,5–13 cm, mięsisty, gruby, dość twardy lub sztywny, początkowo półkulisty, wypukły, następnie rozszerzający się, a na końcu wklęsły, a nawet lejkowaty. Brzeg tępy, początkowo niezbyt wyraźnie podwinięty, na starość gładki lub krótko prążkowany, na przykład powyżej 4 mm, rzadko prawie całkowicie. Powierzchnia winnofioletowa, czerwonawa lub różowawa, krwistaoczerwona, bardzo rzadko czarnofioletowa w środku, generalnie barwy takie występują tylko na krawędziach lub w nieregularnych obszarach, większość powierzchni, a szczególnie środek, jest jasnooliwkowy, matowo zielonkawobrązowy, ciemnooliwkowy, płowożółty, zielonkawo żółty, następnie w trakcie rozwoju ponownie zaczyna blednąć i przechodzi w blado zielonkawoszary, brudno szarawobiały, z kilkoma tylko małymi plamkami tu i ówdzie czerwonawymi lub fioletowymi. Skórka przyrośnięta, dająca się oddzielić co najwyżej do połowy promienia kapelusza, w stanie wilgotnym wilgotna i lepka, po wyschnięciu błyszcząca, nieco chropowaty lub szorstki na środku.
Blaszki
Początkowo dość gęste, później rzadsze, cienkie, z dość licznymi blaszeczkami, a także mniej lub bardziej rozwidlone i zespolone przy trzonie, nieco zbiegające, ale w miejscu przyczepu karbowane, szerokość 4-8 (13) mm, początkowo sierpowate, lekko łukowaty i mlecznobiałe, później bardziej tępe, matowe ochrowokrememowe i przybierający odcienie ochrowe. Krawędzie jaśniejsze.
Trzon
Wysokość 2,8–7 cm, grubość 1–2,5 cm, nieco zwężony u góry i lekko i stopniowo pogrubiony lub przeciwnie osłabiony ku dołowi, początkowo pełny, potem watowaty, ale nie pusty, początkowo czysto biały, czasami z różowym odcieniem, następnie czasami zabarwiony na żółtobrązowo u podstawy (szczególnie pod wpływem wilgoci), następnie wyraźnie szarzejący. Powierzchnia początkowo równomiernie oprószona, później mniej lub bardziej pomarszczona.
Miąższ
Gruby, jędrny, biały, często pod skórką czerwony lub fioletowy, u form z ciemnymi kapeluszami, lekko brązowiący, a czasem nawet lekko żółtawosłomkowy na czubku trzonu przy suchej pogodzie, ale ogólnie w stanie wilgotnym szary. Ma bardzo słaby owocowy zapach i umiarkowany, ale wyraźnie cierpki smak.
Reakcje barwne
Powolna i słaba reakcja z gwajakolem, w FeSO4 różowoszary, z amoniakiem brak reakcji.
Cechy mikroskopowe
Podstawki 35–50 × 8–12 µm. Bazydiospory (7)–8–9,5 × 5,7–6,7 µm, eliptyczne, często dość wyraźnie podłużne, brodawkowato-chropowate, prążkowane do wielopasmowych i czasami miejscowo połączone w siateczkę, z dość licznymi brodawkami półkulistymi do krótko stożkowych o wysokości 0,37 do 0,87 µm, zwykle niecałkowicie lub nawet prawie nieamyloidowymi; z grzebieniem, czasem krótkim, czasem długim, często grubym, czasem rozgałęzionym, gdzieniegdzie z drobnymi łącznikami. Wyrostek wnęki 1–1,5 × 1–1,5 µm, hilum mniej lub bardziej zaokrąglone, czasem nieregularne, np. 2,25–3,75 × 2,25–2,75 µm, brodawkowate lub przynajmniej na brzegu brodawkowate, wyraźnie amyloidalne. Cystydy w kształcie cygara, 60–160 × 8,5–11,5–13,5 µm, tępe, z krótkim lub długim wyrostkiem lub bez, rzadziej spiczaste, liczne, w sulfowanilinie czarniawoszare, często z podstawą co najmniej tej grubości co część zanurzona w hymenium i kolankowato-kręte, równoległe do hymenium na przykład na długości 65 µm, następnie zatracające się w głębi tramy. Występują sferocyt o średnicydo 43 µm.

## Występowanie i siedlisko
Występuje w Ameryce Północnej, Europie i Azji. W Europie Zachodniej jest dość częsty. Brak go w opracowanym w 2003 r. przez Władysława Wojewodę wykazie wielkoowocnikowych grzybów podstawkowych Polski, jego stanowiska jednak podano w latach późniejszych, a najbardziej aktualne podaje internetowy atlas grzybów. Znajduje się w nim na liście gatunków zagrożonych i wartych objęcia ochroną.
Naziemny grzyb mykoryzowy. Rośnie pod brzozami, zwłaszcza na glebach wapiennych, często na glebach dość ciężkich, rzadziej w miejscach lekko piaszczysto-kamienistych.